# Bartomeu Carcassona i Garreta
Bartomeu Carcassona i Garreta alies Roser Pic de Aldawala (Barcelona, 13 de maig de 1830 - idem, 2 de març de 1888), fou un autor dramàtic i poeta català.
Estudià a la classe de declamació del Conservatori del Liceu de la Ciutat Condal, entrant després com a aprenent en una fàbrica de veles, en el que també estava empleat Anselm Clavé, fundador de les societats corals Euterpenses.
Els seus primers assajos poètics els va dedicar al seu amic perquè els posés en música i es van cantar pels cors que dirigia. Més tard va obtenir premis en alguns certàmens poètics i va col·laborar amb diversos diaris fins al 1866, en què juntament amb altres literats va organitzar al teatre Odeon, una societat per donar representacions d'obres catalanes, en què va prendre part com a actor i director d'escena, càrrec que va ocupar després en altres teatres passant després a ocupar la majordomia del Gran Teatre del Liceu, que va exercir fins a la seva mort.
Entre les seves obres catalanes i castellanes, cal citar:
- ¡¡Angel de Déu!! (1867), drama català en un acte;
- El hijo de la noche, drama (1872);
- Los paquetaires (1873);
- Pilara, comedia;
- Con succeheix moltas vegadas, joguina catalana;
- Cada ovella amb s'ha parella, comedia;
- Gent de barri, esbós;
- Otra torre de Babel, humorada cómica en cinc llengües;
- Lo sacerdoci del magisteri, comedia;
- Dos amors, quadre dranàtic;
- Pot mes qui piula, La Timba, drama en sis acxtes;
- Lo matrimoni civil, sarsuela;
- Tal se creu durla al molí, comedia;
- La guardiola, sarsuela en col·laboració amb Eduard Vidal;
- Una noya cullidora, la pubilla de Riudoms, comedia;
- El rosario de la Aurora, comedia;
- Ahir i avuy, comedia;
- Marina, prohibida.